# 皮夫尼奇涅 (梅利托波爾區)
46°56′53″N 35°23′3″E / 46.94806°N 35.38417°E
皮夫尼奇內（烏克蘭語：Північне）是位於烏克蘭東南部的村莊，由扎波羅熱州梅利托波爾區的泰爾平尼亞市鎮負責管轄。該村始建於1946年，面積0.13平方公里，海拔高度64米，2001年人口230，人口密度每平方公里1,769.2人。